# Radio Rompecorazones
Radio Rompecorazones es el segundo álbum de estudio del cantautor dominicano Daniel Santacruz.

## Información del álbum
Segundo álbum de Daniel Santacruz y primero producido junto al gran Alejandro Jaén. Luego de haber hecho su primer disco Por un beso en el 2003 Santacruz se radica en Miami y se retira por un tiempo de los escenarios dedicándose mayormente a la composición y producción. 
En esta etapa consigue escribir grandes éxitos como Perdidos y No es una novela que popularizara el dúo Monchy y Alexandra y Me duele amarte interpretada por Reik. Es también en este período donde conoce a Alejandro Jaén y a Richy Rojas. Radio Rompecorazones se empezó a producir y a escribir poco a poco desde el año 2005 hasta el 2008, año de su salida. La producción cuenta con arreglos de Richy Rojas en combinación con Santacruz y colaboraciones de Mártires de León, Nano Paredes, Daniel Monción entre otros.
Radio Rompecorazones cuenta con dos duetos importantes. Los cantautores contemporáneos con Santacruz más reconocidos de República dominicana: Pavel Núñez, en la canción acústica Hay amores y Wason Brazobán, en la bachata Santo Domingo sin ti.    
Adónde va el amor? fue escogida como primer sencillo del álbum, definiendo ésta el estilo de Daniel Santacruz. Con fusiones claramente marcadas entre el pop y la bachata, Santacruz fue abriéndose camino en países como España, Italia y Estados Unidos.

## Nominaciones al Grammy Latino
Sorpresivamente en el año 2009 en la décima entrega del Grammy Latino Santacruz fue merecedor de dos nominaciones: Mejor álbum tropical contemporáneo con Radio Rompecorazones y Mejor canción tropical contemporánea" con Adónde va el amor?.

## Lista de canciones
| N.º | Título                                   | Escritor(es)                      | Duración |  |
| 1.  | «Radio Rompecorazones»                   | Daniel Santacruz                  | 3:35     |  |
| 2.  | «Adónde va el amor?»                     | Daniel Santacruz                  | 3:36     |  |
| 3.  | «If I give you my love»                  | Daniel Santacruz                  | 4:04     |  |
| 4.  | «La misma novela»                        | Daniel Santacruz                  | 4:23     |  |
| 5.  | «No vale la pena sufrir»                 | Daniel Santacruz                  | 3:53     |  |
| 6.  | «Bailando contigo»                       | Daniel Santacruz y Alejandro Jaén | 3:32     |  |
| 7.  | «Al otro lado del mar»                   | Daniel Santacruz y Alejandro Jaén | 3:43     |  |
| 8.  | «Aliviame»                               | Daniel Santacruz                  | 3:37     |  |
| 9.  | «Que no quede huella»                    | Daniel Santacruz                  | 3:10     |  |
| 10. | «Santo Domingo sin ti ft Wason Brazobán» | Wason Brazoban                    | 4:06     |  |
| 11. | «Este amor»                              | Daniel Santacruz                  | 3:41     |  |
| 12. | «Hay amores ft Pavel Nuñez»              | Daniel Santacruz                  | 3:31     |  |
| 13. | «Bailando contigo (Romance Version)»     | Daniel Santacruz y Alejandro Jaén | 3:46     |  |
| 14. | «Adónde va el amor? (Pop version)»       | Daniel Santacruz                  | 4:12     |  |